# Gare d’Évian-les-Bains
Gare d'Évian-les-Bains – stacja kolejowa w Évian-les-Bains, w departamencie Górna Sabaudia, w regionie Owernia-Rodan-Alpy, we Francji.
Jest stacją Société nationale des chemins de fer français (SNCF), obsługiwaną przez pociągi TGV w sezonie zimowym i pociągi TER Rhône-Alpes przez cały rok. 